# Émile Drain
Émile Drain, nato Emile Pierre Charles Drain, (Parigi, 1º febbraio 1890 – Parigi, 22 novembre 1966), è stato un attore francese.
Drain impersonò svariate volte sullo schermo il personaggio di Napoleone: due dei film più noti furono Madame Sans-Gêne (1925), mega produzione americana girata in Francia, che ebbe come protagonista la star hollywoodiana Gloria Swanson, e Versailles (1954) di Sacha Guitry, rivisitazione di parte della storia francese raccontata attraverso il castello di Versailles.

## Filmografia
- Après la chute de l'Aigle, regia di Victorin-Hippolyte Jasset (1910)
- Madame Sans-Gêne, regia di Léonce Perret (1924)
- L'Étrangère, regia di Gaston Ravel (1931)
- La vita è nostra (La Vie est à nous), regia di Jean Renoir (1936)
- Le perle della corona (Les Perles de la couronne), regia di Sacha Guitry (1937)
- Panico (Panique), regia di Julien Duvivier (1946)
- Mentre Parigi dorme (Les Portes de la nuit), regia di Marcel Carné (1946)
- Amore e fortuna (Antoine et Antoinette), regia di Jacques Becker (1947)
- Il diavolo zoppo (Le Diable boiteux), regia di Sacha Guitry (1948)
- La vergine scaltra (La Marie du port), regia di Marcel Carné (1950)
- Giustizia è fatta (Justice est faite), regia di André Cayatte (1950)
- Versailles (Si Versailles m'était conté), regia di Sacha Guitry (1954)
- Il fantastico Gilbert (Le Pays d'où je viens), regia di Marcel Carné (1956)